# Heliotropium amnis-edith
Heliotropium amnis-edith är en strävbladig växtart som beskrevs av L.A. Craven. Heliotropium amnis-edith ingår i Heliotropsläktet som ingår i familjen strävbladiga växter. Inga underarter finns listade i Catalogue of Life.